# Tiny Tiny RSS
Tiny Tiny RSS ist ein freier, webbasierter Feedreader. Die Anwendung ermöglicht das Abonnieren und Betrachten von Web-Feeds über einen Webbrowser. Zudem gibt es eine offizielle Android-App, es wird jedoch auch ein API für weitere Clients zur Verfügung gestellt. Es werden die Formate RSS und Atom unterstützt. Das Programm ruft abonnierte Web-Feeds serverseitig in regelmäßigen Abständen ab und speichert die gefundenen Artikel in einer Datenbank. Somit verpasst der Benutzer keinen Artikel, auch wenn er den Feedreader über einen langen Zeitraum nicht aufruft.
Auf einer Instanz von Tiny Tiny RSS können mehrere Benutzer unabhängig voneinander arbeiten. Neue Benutzer können eigenständig direkt über die Anwendung ein neues Benutzerkonto erstellen. Des Weiteren bietet die Software komplexe Filterregeln für Artikel und das Teilen/Veröffentlichen von Artikeln in Form eines benutzerspezifischen Web-Feeds.
Die Anwendung kann auf einem eigenen Server installiert werden. Voraussetzungen dafür sind PHP und MySQL oder PostgreSQL als Datenbank.
Für Android existiert eine offizielle App, durch Integration einer API in die Server-Software ist es aber auch Dritten möglich, Clients für andere Betriebssysteme zu programmieren.